# Rozbity Kamień (gromada)
Rozbity Kamień – dawna gromada, czyli najmniejsza jednostka podziału terytorialnego Polskiej Rzeczypospolitej Ludowej w latach 1954–1972.
Gromady, z gromadzkimi radami narodowymi (GRN) jako organami władzy najniższego stopnia na wsi, funkcjonowały od reformy reorganizującej administrację wiejską przeprowadzonej jesienią 1954 do momentu ich zniesienia z dniem 1 stycznia 1973, tym samym wypierając organizację gminną w latach 1954–1972.
Gromadę Rozbity Kamień z siedzibą GRN w Rozbitym Kamieniu utworzono – jako jedną z 8759 gromad na terenie Polski – w powiecie sokołowskim w woj. warszawskim, na mocy uchwały nr VI/10/21/54 WRN w Warszawie z dnia 5 października 1954. W skład jednostki weszły obszary dotychczasowych gromad Kudelczyn, Księżopole-Komory, Księżopole-Budki, Korabie, Rozbity Kamień, Paczuski, Sikory, Trebień, Urbanki i Węże() ze zniesionej gminy Kudelczyn oraz obszary dotychczasowych gromad Dmochy-Rogale, Dmochy-Rentki, Wiechetki Małe i Wiechetki Duże ze zniesionej gminy Kowiesy w tymże powiecie. Dla gromady ustalono 21 członków gromadzkiej rady narodowej.
31 grudnia 1961 do gromady Rozbity Kamień włączono wieś Wańtuchy z gromady Bielany oraz wieś Kosierady Wielkie ze zniesionej gromady Przywózki w tymże powiecie w tymże powiecie.
Gromada przetrwała do końca 1972 roku, czyli do kolejnej reformy gminnej.